# جوش بيتمان (لاعب دوري الرغبي)
جوش بيتمان (بالإنجليزية: Josh Bateman)‏ هو لاعب دوري الرغبي أسترالي، ولد في 25 سبتمبر 1986 في Grenfell, New South Wales ‏ في أستراليا.